# Cine de Dinamarca
Dinamarca lleva produciendo películas desde 1897. Históricamente los filmes daneses se han caracterizado por sus temáticas realistas, morales y religiosas, así como por su franqueza sexual e innovación técnica.
Algunos de los directores de cine danés más importantes son Benjamin Christensen, Carl Theodor Dreyer, Mads Ellesøe, Erik Balling, Gabriel Axel, Bille August, Lars von Trier, Nicolas Winding Refn, Thomas Vinterberg, Anders Thomas Jensen y Susanne Bier.

## Historia

### Los orígenes
El cine danés empezó oficialmente con el director Peter Elfelt, cuyo primer filme data de 1897 y se tituló Conducir con perros de Groenlandia (Kørsel med Grønlandske Hunde). Durante los últimos años del siglo XIX fue el único director importante de Dinamarca.
El próximo paso en el desarrollo del cine danés sería la fundación de la productora Nordisk Films Kompagni de Ole Olesen en 1906. La mayoría de sus beneficios provenían de la exportación de cortometrajes. Hay que tener en cuenta que hasta 1909 no se fundaron otras productoras, aunque en 1910 ya se podían contar diez.  La película más famosa de Nordisk Film fue La caza del león (Løvejagten) de 1907, en la que se disparan a leones reales.

### La Edad de Oro

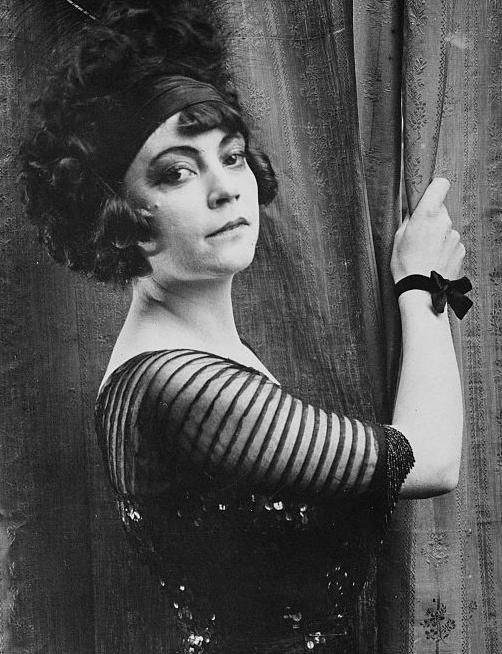
Asta Nielsen

Entre 1906 y 1916 tiene lugar la edad de oro oficial del cine danés.
La actriz más famosa e importante de estos años fue Asta Nielsen, quien gracias a su película más espectacular, El abismo (Afgrunden, 1910) se convirtió en la primera gran estrella femenina de Europa. La película era un melodrama erótico, género que se convirtió en el preferido durante los inicios del cine danés.
Además en esta época destaca la figura de Benjamin Christensen, cineasta innovador que introdujo un estilo estético completamente nuevo en el panorama cinematográfico.

### De los años 1920 a los años 1940
Durante la Primera Guerra Mundial Estados Unidos se convirtió en el país líder en producción cinematográfica y la exportación danesa se redujo. En los años posteriores a la guerra, Carl Theodor Dreyer dirigió para la Nordisk Film el drama El Presidente (Præsidenten, 1919), seguido del ambicioso Páginas del libro de Satán (Leaves from Satan's Book, 1921), inspirada, tanto técnica como temáticamente, en Intolerancia(Intolerance, 1916) del director norteamericano D.W. Griffith. Sin embargo, tanto Dreyer como Christensen no estuvieron siempre conectados con la influencia de las industrias cinematográficas danesas. En su conjunto, el cine danés estaba en decadencia en la década de 1920, a pesar de la mejora de las habilidades técnicas de los cineastas.
En 1929 la Nordisk Film Kompagni ya era una compañía de cine sonoro. Los años treinta destacaron por el éxito de comedias ligeras. Nació un nuevo género llamado "folkekomedie" (comedia popular). Un buen ejemplo de este nuevo género es Barken Margrethe (1934).  La Gran Depresión y las condiciones económicas de las productoras impidieron la realización de películas más serias. Además, la victoria de la película con sonido implicó mayores dificultades par el cine danés de posicionarse en el mercado internacional.
Entre 1940 y 1945, la ocupación alemana de Dinamarca durante la Segunda Guerra Mundial generó las condiciones favorables para empezar a producir más filmes serios. Además, durante estos años se hizo patente un tono más siniestro y se pueden establecer muchos paralelismos con el cine negro americano. E incluso mejoró el nivel de las comedias, especialmente por las ingeniosas, elegantes y bien realizadas películas dirigidas por el ambicioso Johan Jacobsen, discípulo danés de Ernst Lubitsch.
En los primeros años después de la guerra todavía se siguió experimentando una mejora en la calidad de los films. No obstante, en unos pocos, las condiciones anteriores a la guerra reaparecieron y se volvió a las comedias sentimentales y las comedias regionalistas sin complicaciones.

### De los años 1950 a los años 1970
Entre principios de los cincuenta y finales de los setenta se produjeron una gran cantidad de comedias familiares ("Lystpil") y populares. En este periodo nacieron numerosas a estrellas danesas, como Dirch Passr, OveOve Sprogøe y el director Erik Balling. Algunos de los filmes más importantes de este periodo son De røde heste (1950), Far til fire (1953), Kispus (1956, primer filme danés en color), Støv på hjernen (1961), Sommer i Tyrol (1964) y Passer passer piger (1965).
En la década de los sesenta el cine danés comenzó a ser cada vez más erótico, con películas como Halløj i himmelsengen (1965), Sytten (1965), Jeg - en kvinde (1965) y Uden en trævl (1968).

### Años recientes
Durante años recientes el cine danés ha destacado, y ha recibido numerosos elogios y premios. Hævnen (2010, In a Better World) recibió un premio Óscar por parte de la academia como mejor película en idioma extranjero, y en 2013 el filme En Kongelig Affære (A Royal Affair) recibió una nominación por parte de la academia como mejor película en idioma extranjero.